# Аркюс, Карленс
Карленс Аркюс (фр. Carlens Arcus; род. 28 июня 1996, Порт-о-Пренс) — гаитянский футболист, защитник французского клуба «Анже» и сборной Гаити. Может сыграть на позиции опорного полузащитника.

## Клубная карьера
Родившись в Гаити, Карленс начинал свою карьеру в местных молодёжных командах, хотя во время переезда в Бразилию играл за команду четвёртого бразильского дивизиона. Вернувшись в Гаити, Аркюс выступал за местный «Расинг», где и началась его взрослая карьера.
В 2015 молодого гаитянца подписал «Труа», большую часть игр Карленс провёл за вторую команду, после чего он перешёл в «Лилль», где провёл четыре матча в Кубке Франции и отличился одной результативной передачей. После года, проведённого там, Аркюс подписал бельгийский «Серкль Брюгге». Сыграв только один матч в Кубке Бельгии, сразу же был отдан в аренду обратно во Францию, на сей раз в «Осер», где Карленс наконец стал игроком основы.
После годовой аренды «Осер» выкупил гаитянского защитника. Тут Карленс забил свой первый гол: 21 декабря 2018 в матче Лиги 2 против «Гренобля» (4:0). Также отличился 18 января 2019 в матче против «Орлеана».
23 июня 2022 года подписал трёхлетний контракт с нидерландским клубом «Витесс».
Летом 2024 года перешёл во французский «Анже», подписав двухлетний контракт

## Карьера в сборной
За сборную Карленс Аркюс дебютировал 3 сентября 2016 года в матче со сборной Коста-Рики (0:1) в рамках отбора на чемпионат мира 2018 в России. Первый и пока единственный гол защитник забил 11 сентября 2018 года в квалификационном матче Лиги наций КОНКАКАФ 2019/20 против сборной Синт-Мартена (13:0). Также отдал в этом матче две голевых передачи. Принял участие в Золотых кубках КОНКАКАФ 2019, 2021 и 2023.